# خلیفه البختی
خلیفه البختی (۱۹۵۰ –  ۲۵ مارس ۲۰۰۹) بازیکن فوتبال اهل مراکش بود.

## باشگاهی
از باشگاه‌هایی که در آن بازی کرده‌است می‌توان به باشگاه فوتبال ارتش سلطنتی مراکش اشاره کرد.

## تیم ملی
وی به‌همراه تیم ملی فوتبال مراکش در بازی‌های المپیک تابستانی ۱۹۷۲ شرکت کرده‌است.